# Montchauvet (Calvados)
Montchauvet ist eine ehemalige französische Gemeinde mit 370 Einwohnern (Stand 1. Januar 2022), den Montcalvétiens, im Département Calvados in der Region Normandie.
Am 1. Januar 2016 wurde Montchauvet im Zuge einer Gebietsreform zusammen mit 19 benachbarten Gemeinden, die wie Montchauvet alle dem aufgelösten Gemeindeverband Bény-Bocage angehörten, als Ortsteil in die neue Gemeinde Souleuvre en Bocage eingegliedert.

## Geografie
Montchauvet liegt rund 17 Kilometer nordwestlich von Vire-Normandie.

## Bevölkerungsentwicklung
| Jahr                             | 1793  | 1836  | 1876 | 1926 | 1946 | 1968 | 1990 | 2013 |
| Einwohner                        | 1.117 | 1.018 | 795  | 531  | 441  | 389  | 308  | 378  |
| Quelle: Cassini, EHESS und INSEE |       |       |      |      |      |      |      |      |

## Sehenswürdigkeiten
- Kirche Saint-Samson (Rekonstruktion)
- Steinreihe von Plumaudière, seit 1976 Monument historique[3]